# Gavriïl Popov
Gavriïl Nikolàievitx Popov (Гавриил Николаевич Попов, 12 de setembre de 1904 - 17 de febrer de 1972) va ser un compositor i pianista rus que va viure durant el període soviètic.

## Vida i carrera
Popov va estudiar al Conservatori de Leningrad des de 1922 fins a 1930 amb Leonid Nikolàiev, Vladimir Sxerbàtxov i Maximilian Steinberg. Es considerava que tenia el talent brut del seu contemporani Dmitri Xostakóvitx, una mica més jove.
Les seves primeres obres, en particular el Septet (o Simfonia de cambra) (op.2, 1927) per a flauta, trompeta, clarinet, fagot, violí, violoncel i baix, i la seva Simfonia núm. 1 (op. 7) són impressionants i potents mirant al futur. La simfonia la va estrenar la Filharmònica de Leningrad el 1935 i immediatament va ser prohibida per un censor local; Popov va ser acusat de formalisme, un terrible estigma a l'època. Juntament amb Xostakóvitx, Popov va apel·lar amb èxit la prohibició a Moscou, tanmateix, la simfonia no es va tornar a interpretar fins al 1972. La influència de la primera simfonia de Popov en la Simfonia núm. 4 de Xostakóvitx és evident.
Després del seu propi episodi de censura i de la denúncia anònima de Xostakóvitx el 1936, Popov va començar a escriure en un idioma més conservador per tal d'evitar noves acusacions de formalisme. Malgrat el seu alcoholisme, Popov va produir moltes obres per a orquestra, incloses sis simfonies completades. Moltes de les seves composicions, escrites sota les restriccions del sistema soviètic, són un homenatge a la vida soviètica i als herois comunistes tal com ho prescrivia l'autoritat estatal. Alguns exemples inclouen la seva Simfonia núm. 4 subtitulada "Honor de la Pàtria" i un poema-cantata titulat "Honor a la nostra festa". Malgrat això, les poques obres que s'han enregistrat testimonien una força creativa gairebé intacta. Investigacions recents afirmen que l'enfocament estètic progressiu dels seus primers anys s'ha transformat i s'ha mantingut en secret en un llenguatge políticament més accessible, però mantenint un llenguatge musical altament sociocrític. La seva invenció melòdica i instrumental era aguda, molt arrelada a la música popular russa. Fins i tot peces adaptades de pel·lícules de propaganda, com la seva Simfonia núm. 2, gravada per Hermann Abendroth (Urania LP), poden ser profundament commovedores. El seu sentit de l'orquestra, brillant i dinàmic, la seva comprensió dels grans patrons formals, com es troba a l'enorme Simfonia núm. 3 per a gran orquestra de corda, són igualment destacats. La simfonia núm. 6 "Festiva" delata una mena de vigor convuls i inquietant. Popov també va escriure diverses partitures de pel·lícules. Va ser guardonat amb el premi Stalin el 1946.

## Composicions

### Orquestral
- Suite simfònica núm. 1 (1933)
- Simfonia núm. 1, op. 7 (1935)
- Concert-poema per a violí i corda, op. 17 (1937)
- Concert per a violí (iniciat el 1937 – inacabat)
- Divertiment simfònic, op. 23 (1938)
- Concert per a piano, op. 24 (inacabat)
- Hispania Suite, Op. 28 (1940)
- Intermezzo heroic, op. 25 (1941)
- Simfonia núm. 2 "Pàtria", op. 39 (1943)
- Ària simfònica per a violoncel i orquestra, op. 43 (1946)
- Simfonia núm. 3 "Heroic", aka "espanyola" , Op. 45 (1946)
- Simfonia núm. 4 "Glòria a la Pàtria" per a quartet vocal i cor mixt, op. 47 (1949)
- Concert per a violoncel, op. 71 (1953)
- Simfonia núm. 5 "Pastoral", Op. 77 (1956)
- Simfonia núm. 6 "Festival", Op. 99 (1969)
- Concert per a orgue (1970)
- Obertura per a orquestra (1970)
- Simfonia núm. 7 (iniciada el 1970 – inacabada)

### Música de cambra
- Simfonia de cambra (septet), op. 2 (1927)
- Concertino per a violí i piano, op. 4 (1927)
- Cançó per a violí i piano, op. 6A (1927)
- Octet, op. 9 (1927)
- Serenata per a metalls, op. 26
- Melodia per a violí i piano, op. 35 (1946)
- Quartet de corda en do major, op. 61 "Quartet-Simfonia" (1951)
- Quintet per a flauta, clarinet, trompeta, violoncel i contrabaix (1958)

### Piano
- Dues peces, op. 1 (1925)
- Imatges
- Suite de jazz, op. 5
- Gran Suite, Op. 6 (1928)
- Dues Masurques-Capritxos, Op. 44 (1944)
- Dues peces infantils, op. 46 (1946)
- Dues peces (1947)
- Dos contes de fades, op. 51 (1948)
- Tres poemes lírics, op. 80 (1957)

### Òpera
- El cavaller de ferro (1937)
- El rei Lear (1942)
- Alexander Nevsky (iniciat el 1941 - inacabat)

### Coral
- La campanya de la cavalleria vermella
- To the Victory, cantata (1944)
- La nostra pàtria, suite per a cor infantil Op. 50 (1948)
- Cançó còmica dels cosacs, op. 52
- Simfonia núm. 4 "Glòria a la Pàtria", op. 47 (1949)
- Tot el que és bell a la vida, op. 54
- O You Fields, per a veu i cor femení, op. 56
- Poema heroic per a Lenin, cantata després de Konashkov op. 58 (1950)
- Pau al poble, després de Filatov
- Mar de Tsimlyanskoye, op. 64 (1951)
- Tres cors, op. 66 (1952)
- Honor al partit, després de Mashistov
- El comunista, algú com tu i jo, després de Rustam
- El bedoll i el pi, op. 92 (1960)
- Cinc cors cosacs, op. 93 (1961)
- La família de l'àguila, op. 94
- Dia de primavera, op. 95
- Cinc cors després de Puixkin, op. 101 (1970)

### Vocal
- Tres vocals per a veu i piano, op. 3 (1927)
- Dos escenaris lírics de Puixkin, op. 22 (1938)
- Dos romanços després de Levashov, op. 48 (1948)
- Moskva, Op. 49 (1948)

### Partitures de pel·lícules
- La nova pàtria (1932)
- Island of Doom (1933)
- Un jove sever (1934)
- Chapaev (1934)
- Crida a les armes (1936)
- Prat de Bezhin (1937)
- El primer cavall (1941)
- Una vegada de nit (1941)
- Ella defensa la pàtria (1943)
- Davant (1943)
- El punt d'inflexió (1945)
- La gran força (1951)
- Zvanyy Uzhin (1953)
- Nens partidaris (1954)
- Història inacabada (1956)
- Bàltic Glory (1957)
- Poema del mar (1959)
- Crònica dels anys en flames (1961)
- Els cosacs (1961)
- L'hora del sopar (1962)
- El conte del tsar Saltan (1966)
- La Desna encantada (1968)

## Enregistraments
- Simfonia núm. 2, op. 39 "Motherland" (amb obres de Farhad Amirov) – Orquestra Simfònica de la Ràdio de Leipzig/ Hermann Abendroth (Urania, ULS 5156-CD)
- Simfonia núm. 1, op. 7 (amb tema i variacions, Op. 3 de Dmitri Xostakovitx) – Orquestra Simfònica de Londres/Leon Botstein (Telarc SACD 60642)
- Simfonia núm. 1, op. 7; Simfonia núm. 2, op. 39 "Motherland" - Orquestra Simfònica Estatal de Moscou, Orquestra Simfònica de Ràdio i TV de l'URSS/Gennady Provotarov (Olympia OCD 588)
- Suite simfònica núm. 1 (de la música a la pel·lícula "Komsomol és el cap de l'electrificació" ); Simfonia núm. 5, op. 77 "Pastoral" – Orquestra Simfònica de Ràdio i TV de Moscou/Edvard Chivzhel; Orquestra Simfònica Estatal de l'URSS/Gurgen Karapetian (Olympia OCD 598)
- Simfonia núm. 6, op. 99 "Festiva" ; Simfonia de cambra per a set instruments, op. 2 – Orquestra Simfònica de la Ràdio de l'URSS/Edvard Chivzhel; Ensemble de cambra de Moscou/Alexander Korneyev (Olympia OCD 588)
- Simfonia de Cambra (Septet); Simfonia núm. 1, op. 7 – Orquestra Simfònica Acadèmica Estatal de Sant Petersburg/Alexander Titov (Northern Flowers NFPMA9996)
- Simfonia núm. 2, op. 39 "Pàtria" ; El punt d'inflexió, op. 44; Cartell simfònic de "Campanya de cavalleria vermella" - Orquestra Simfònica Acadèmica Estatal de Sant Petersburg/Alexander Titov (Northern Flowers NFPMA9977)
- Simfonia núm. 3, op. 45 "Heroic" ; Ària simfònica per a violoncel i orquestra, op. 43 – Dmitry Khrychov/St. Petersburg State Academic Symphony Orchestra/Alexander Titov (Northern Flowers NFPMA9972)